# Animalize: Kiss Live Uncensored
Animalize: Kiss Live Uncensored è un video del gruppo hard rock statunitense dei Kiss, pubblicato il 1º aprile del 1985 in formato VHS per l'etichetta Universal.
Il video propone la registrazione di una data del tour che i Kiss intrapresero alla fine del 1984, dopo la pubblicazione dell'album Animalize. All'interno della formazione vi è il chitarrista Bruce Kulick, nella prima volta in cui suonò con i Kiss (aveva appena sostituito Mark St. John, ritiratosi per motivi di salute). Il video sarà certificato dalla RIAA disco di platino il 1º ottobre 1987.

## Tracce
1. Detroit Rock City
2. Cold Gin
3. Creatures of the Night
4. Fits Like a Glove
5. Heaven's on Fire
6. Thrills in the Night
7. Under the Gun
8. War Machine
9. Young and Wasted
10. I Love It Loud
11. I Still Love You
12. Love Gun
13. Lick It Up
14. Black Diamond
15. Rock and Roll All Nite

## Formazione
- Gene Simmons - basso, voce
- Paul Stanley - chitarra ritmica, voce
- Eric Carr - batteria, voce
- Bruce Kulick - chitarra solista